# Gil Cohen
Gil Cohen –en hebreo, גיל כהן– (Haifa, 7 de julio de 1992) es una deportista israelí que compite en vela en la clase 470. Ganó una medalla de oro en el Campeonato Mundial de 470 de 2021, en la prueba mixta.

## Palmarés internacional
| \| Campeonato Mundial \| Campeonato Mundial \| Campeonato Mundial \| Campeonato Mundial \| \| Año \| Lugar \| Medalla \| Clase \| \| ------------------ \| -------------------- \| ------------------ \| ------------------ \| \| 2021 \| Vilamoura (Portugal) \| Medalla de oro \| 470 mixto \| |                      |                |           |
| Campeonato Mundial |                      |                |           |
| Año | Lugar                | Medalla        | Clase     |
| 2021 | Vilamoura (Portugal) | Medalla de oro | 470 mixto |